# Henry Moore Jackson

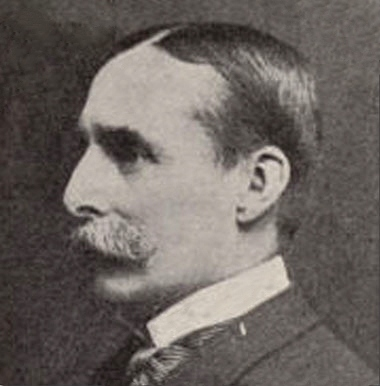
Sir Henry Moore Jackson

Sir Henry Moore Jackson, GCMG (* 1849 in Barbados; † 29. August 1908 in Trinidad and Tobago) war ein britischer Kolonialbeamter, der unter anderem von 1901 bis 1903 Gouverneur der Leeward Islands, zwischen 1902 und 1904 Gouverneur von Fidschi sowie zuletzt von 1904 bis zu seinem Tode 1908 Gouverneur von Trinidad und Tobago war.

## Leben

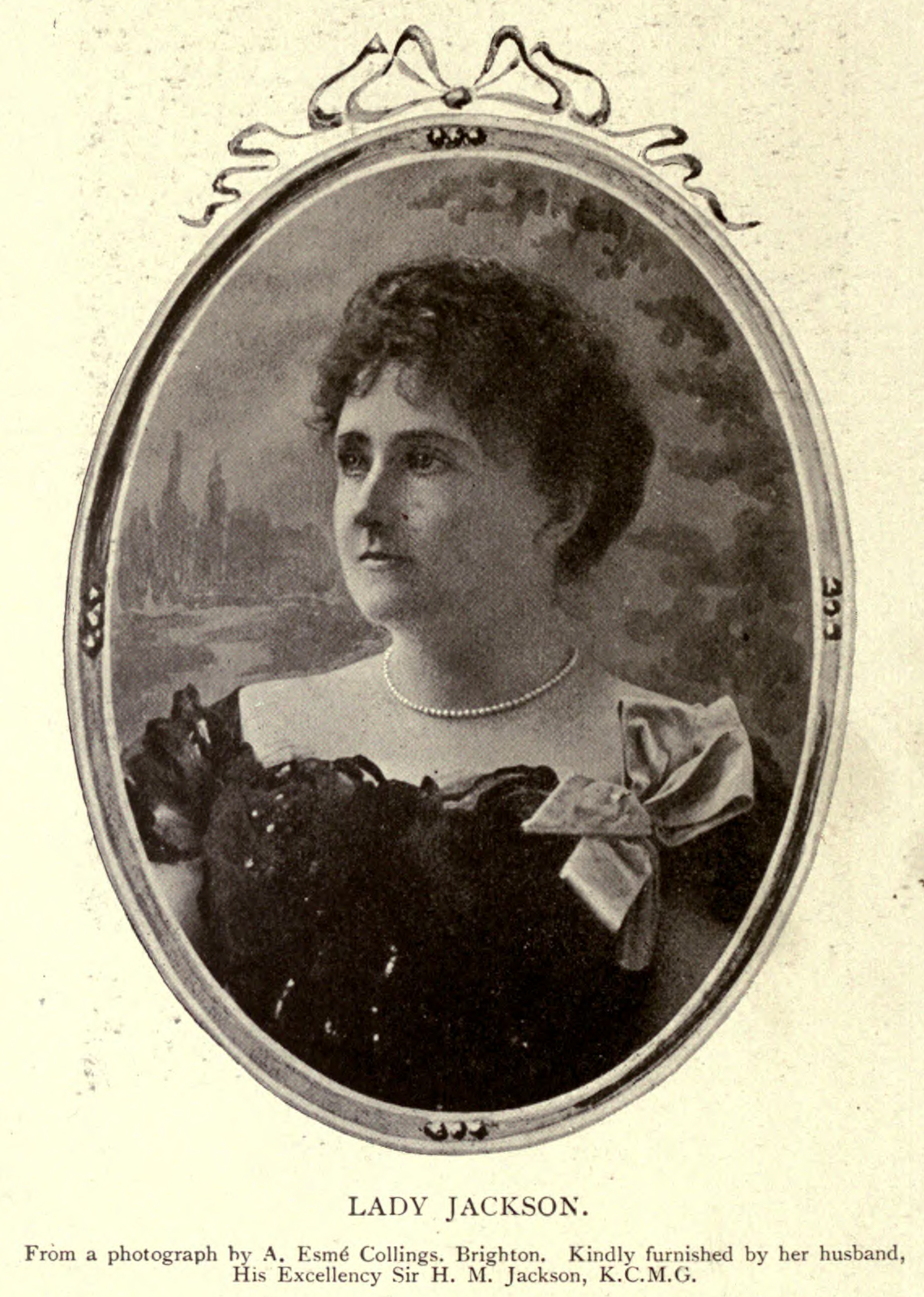
Lady Emily Jackson, die Ehefrau von Henry Moore Jackson (Fotografie von Esmé Collings, 1903)

Henry Moore Jackson war ein Sohn des anglikanischen Geistlichen William Walrond Jackson, der von 1860 bis 1879 Bischof von Antigua war. Nach dem Besuch des Clifton College absolvierte er eine Offiziersausbildung an der Royal Military Academy Woolwich, war nach deren Abschluss zwischen 1870 und 1885 als Offizier in der Royal Artillery der British Army und wurde zuletzt zum Captain befördert. Er trat daraufhin in den kolonialen Verwaltungsdienst (Colonial Administrative Service) ein und war nach verschiedenen Verwendungen zwischen 1890 und 1894 Kolonialsekretär der Kronkolonie Bahamas. Für seine dortigen Verdienste wurde er 1892 zum Companion des Order of St Michael and St George (CMG) ernannt. Im Anschluss war er von 1894 bis 1901 als Kolonialsekretär der Kronkolonie Gibraltar tätig. Er wurde im Rahmen der sogenannten „Birthday Honours“ am 3. Juni 1899 als Knight Commander des Order of St Michael and St George (KCMG) geadelt, so dass er fortan das Prädikat „Sir“ führte.
Als Nachfolger von Sir Francis Fleming übernahm er 1901 den Posten als Gouverneur der Leeward Islands und bekleidete dieses Amt bis 1902, woraufhin Gerald Strickland neuer Gouverneur wurde. Am 10. September 1902 wurde er als Nachfolger von Sir William Allardyce Gouverneur von Fidschi und bekleidete diesen Posten bis zum 11. Oktober 1904, woraufhin Sir Everard Im Thurn ihn ablöste. Daneben war er in Personalunion zwischen dem 10. September 1902 und dem 11. Oktober 1904 Hoher Kommissar für den Westpazifik.
Zuletzt wurde Sir Henry Moore Jackson am 30. August 1904 Nachfolger von Sir Cornelius Alfred Moloney als Gouverneur von Trinidad und Tobago. Er bekleidete dieses Amt bis zu seinem Tode am 29. August 1908, woraufhin Sir George Le Hunte am 11. Mai 1909 neuer Gouverneur wurde. Kurz vor seinem Tod wurde er im Rahmen der „Birthday Honours“ 26. Juni 1908 auch zum Knight Grand Cross des Order of St Michael and St George (GCMG) erhoben. Er war seit 1881 mit Emily Shea verheiratet, Tochter des Journalisten und Politikers Edward Dalton Shea (1820–1913). Aus dieser Ehe ging Basil Jackson (1892–1957) hervor, der von 1956 bis zu seinem Tode 1957 Vorstandsvorsitzender des Mineralölunternehmens BP war.